# Lamiae Bertali
Lamiae Bertali, née le 28 janvier 2001, est une karatéka marocaine.

## Carrière
Elle est médaillée d'or en kata individuel lors des Gymnasiades de 2018 à Marrakech.
Elle remporte la médaille d'or en kata par équipe lors des Championnats d'Afrique de karaté 2019 à Gaborone, lors des Jeux africains de plage de 2019 à Sal et lors des Jeux africains de 2019 à Rabat.